# Herinneringsmedaille aan de Dardanellen
De Herinneringsmedaille aan de Dardanellen (Frans: Médaille commémorative des Dardanelles en officieel Médaille commémorative des Dardanelles et de l'Oriënt) was een onderscheiding voor de veteranen van de Slag om Gallipoli, de mislukte Frans-Britse poging om de Dardanellen, de zeeweg tussen de Middellandse Zee en de Zwarte Zee te veroveren. De Geallieerden zetten 4 Britse en een Franse divisie onder bevel van admiraal Albert d'Amade aan land. De 489.000 Britse en 79.000 Franse soldaten werden door een vloot, waaronder oude Franse slagschepen, ondersteund.
De Turkse verdedigers hadden zich goed op de aanval kunnen voorbereiden. Zo werden de Franse schepen getorpedeerd, andere liepen op mijnen. De infanteristen verging het niet beter, 9.798 Fransen sneuvelden en 17.371 raakten gewond. De geallieerde aanval werd afgeslagen door Turkse en Duitse troepen.

## Twee medailles
De Franse regering heeft een enkele medaille aan verschillende linten willen stichten. Het resultaat van dit hinken op twee gedachten is dat de Herinneringsmedaille aan de Oorlog in de Oriënt en de Herinneringsmedaille aan de Dardanellen 
niet gelijk zijn. Verschillend zijn lint en keerzijde waarop òfwel ORIENT ofwel DARDANELLES is gegraveerd. Misschien is de gelijkvormigheid de reden geweest dat veteranen van de bloedige gevechten op de Dardanellen op eigen initiatief een gesp hebben laten maken met daarop de aanduiding DARDANELLES. Zij wilden laten zien dat zij veteranen waren van een van de zwaarste en bloedigste gevechten van de Eerste Wereldoorlog. De kleine inscriptie op de voor toeschouwers onzichtbare keerzijde voldeed niet en het lint was niet onderscheidend genoeg.

## Geschiedenis
De Franse regering was gewoon om voor gevechten en campagnes gespen in te stellen die op het lint van de Koloniale Medaille konden worden gedragen. Dat was in 1917 ook het geval maar in juni was er in het ministerie overeenstemming over een nieuwe medaille. Eerst ging de aandacht uit naar andere medailles en de medaille ter herinnering van een verloren slag werd op de lange baan geschoven. De Intergeallieerde Overwinningsmedaille en de Herinneringsmedaille aan de Oorlog 1914-1918 waarvan miljoenen exemplaren werden uitgereikt hadden voorrang. Pas op 15 juni 1926 werd de "Médaille Commémorative d'Orient et des Dardanelles" zoals de medaille officieel heet bij wet ingesteld.
De discussie over wie schuld had aan het mislukken van de Dardanellencampagne was hevig. Ook daarom had de Franse regering geen behoefte aan medailles en herdenkingen.
De medaille was bedoeld om aan twee verschillende linten, een voor het Nabije Oosten (de Orient) en een voor de Dardanellen gedragen te worden. Uiteindelijk kwamen er inderdaad twee linten en werd op de keerzijde van de medaille "ORIENT" of "DARDANELLES" vermeld. Het lint van de Herinneringsmedaille aan de Oorlog in de Oriënt is blauw met een brede gele baan in het midden en twee gele strepen langs de rand.
De Herinneringsmedaille aan de Dardanellen werd aan iedere Franse militair en ook aan het aan land gezette burgerpersoneel toegekend. Men moest vóór 9 januari aan land zijn gezet, op het hoofdkwartier van de commandant van het Oostelijke Geallieerde Leger hebben gediend of op zee aan de expeditie hebben meegewerkt. In het statuut van de medaille werd geen minimale periode waarin men in het oorlogsgebied hebben doorgebracht genoemd.
Franse troepen waren in het nabije Oosten betrokken bij de strijd tegen Turkije. Deelname aan de gevechten bij Kumkale, Sedd-Ul-Bahr en Krithia en staffuncties bij het geallieerde leger in Egypte gaven eveneens recht op de medaille, maar dan aan het blauwe lint met de drie gele strepen. In de bij de wet behorende instructie worden ook de Franse aanwezigheid op Corfou, Mytilène en de Hedjaz]. Een tweede instructie noemt Patras-Itea, Milo, Moudos, Tenedos, Tharos, Saloniki, Port-Iero en de Franse troepen in Syrië. Aanwezigheid in deze oorlogsgebieden gaf recht op een medaille met de opschrift "ORIËNT".

## De medaille
De ronde bronzen of zilveren medaille heeft een diameter van 30 millimeter.
De voorzijde van de door Georges Lemaire ontworpen medaille toont op de voorzijde het rondschrift "RÉPUBLIQUE FRANÇAISE", aangebracht rond het hoofd van een zinnebeeldige gehelmde en in een kuras gehulde vrouwenfiguur. Zij wordt de "gewapende republiek" genoemd en haar helm is versierd met een eikenkrans.
Op de keerzijde wordt de samenwerking van leger en marine gesymboliseerd door een trofee samengesteld uit karabijnen en een anker. Daarboven staat "DARDANELLES". Op sommige varianten staat de inscriptie "HONNEUR ET PATRIE 1915-1918" op de vaandels. De omranding van de keerzijde bestaat uit twee palmen. Soms ontbreekt het anker in de trofee.
Een vergulde gesp met oosterse versieringen en het opschrift "DARDANELLES" wordt soms op het lint gedragen, deze gesp is een particulier gekochte item en daarom onofficieel. De medaille voor de Dardanellen wordt aan een wit lint met vijf groene strepen op de linkerborst gedragen. De medaille voor de veteranen van gevechten elders in het Oosten dragen de medaille aan een blauw lint met een brede gele baan in het midden en twee smallere gele strepen langs de rand. De medaille is met een in het oog springende gesp aan het lint opgehangen. Deze gesp heeft de vorm van een lauwerkrans met daarin een halve maan.

## Protocol
De Herinneringsmedaille aan de Dardanellen wordt na de Herinneringsmedaille aan de Oorlog 1914-1918 en vóór de Herinneringsmedaille aan Syrië en Cilicië gedragen. Deze decoratie kan samen met de Herinneringsmedaille aan de Oorlog 1914-1918 en de Intergeallieerde Overwinningsmedaille worden toegekend.
De medaille werd op de linkerborst gedragen. Wanneer men op uniformen geen modelversierselen droeg was een kleine rechthoekige baton in de kleuren van het lint voorgeschreven. De medaille werd ook als miniatuur met een doorsnede van 19 millimeter gedragen op bijvoorbeeld een rokkostuum.